# Slaget vid Gorni Dbnik

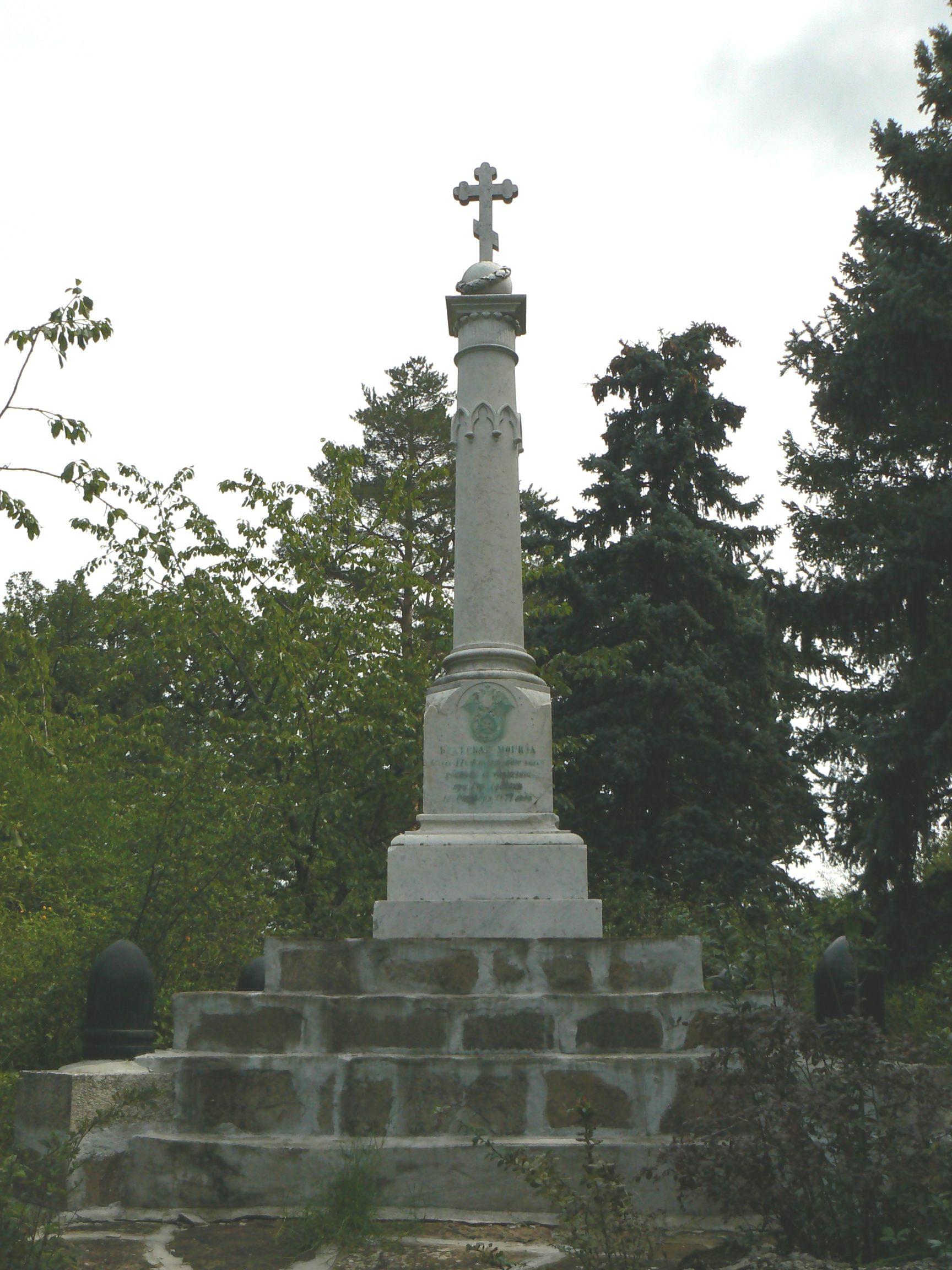
Monument över de stupade finländarna i Park Lavrov nära Gorni Dbnik.

Slaget vid Gorni Dbnik var ett slag under rysk-turkiska kriget 1877–1878. Slaget ägde rum den 24 oktober 1877 i Pleven i västra Bulgarien. 
Fästningen Gorni Dbnik var ett av de fästen, som skyddade Plevna och Sofia. Klockan 9 på morgonen attackerade ryssarna fästningen under ledning av general Josif Gurko och besegrade turkarna. På ryssarnas sida att inta stora fästningen deltog även finska gardet, vars 24 man stupade, varav fem var officerare, och 94 man sårades.

## I populärkulturen
Den välkända finska marschsången Kauan on kärsitty, eller Suomen kaartin paluumarssi, handlar om de finska trupperna under kriget och slaget om Gorni Dbnik omnämns i andra versen.